# Абисинска котка
Абисинската котка е порода домашна котка произхождаща от дивите африкански котки населявали някогашната Абисиния, старото название на дн. Етиопия.

## Външен вид
Абисинската котка е със среден размер и хармонично развито тяло. Добри пропорции, дълги, фини крайници с малки овални лапи, дълга опашка, изтъняваща леко към края. Изящна глава с триъгълна форма и омекотен контур, дълга шия. Очите са бадемовидни, блестящи, много изразителни, около клепачите очертани с черно, което ѝ придава вид сякаш е гримирана. Ушите са големи и заострени в краищата и изглеждат винаги нащрек. Козината е къса, тънка, плътно прилепваща към торса, с преливащи се цветове, по-тъмна по гърба и по-светла по корема, гърдите и вътрешната част на лапите. Изключително грациозна котка. Отличителен белег е характерната за тази порода окраска между очите под формата на буква М.

## Характер
Тази котка е силно привързана към стопаните си и страда, когато остава дълго време сама. Нуждае се от внимание и ласки, но в същото време не изисква много и специални грижи за поддръжка. Активна, подвижна, атлетична, тиха (мяученето е рядко и много дискретно и тихо).